# Генеральная конвенция баптистов Техаса
Генеральная конвенция баптистов Техаса (англ. Baptist General Convention of Texas) — крупнейшая протестантская организация в Техасе. Конвенция объединяет 4 337 поместных церквей и 1813442 баптистов штата (2021). В Техасе конвенция занимает 2-е место по количеству членов среди всех христианских деноминаций.

Логотип организации

Офис организации находится в Далласе. Исполнительным директором с 31 марта 2008 года является Рендел Эверетт. Конвенция финансирует девять университетов Техаса.
В религиозной практике придают большое значение личному религиозному опыту верующего. Это подтверждается в публичном крещении по вере и в отказе от крещения младенцев. Каждая отдельная поместная церковь имеет автономию и может отличаться в вероучении и в богослужении.
Конвенция входит в Южную баптистскую конвенцию на правах автономной конвенции штата. Конвенция является самой крупной конвенцией штата в Южной баптистской конвенции. В Южную баптистскую конвенцию входят 4 330 поместных церквей и 1930886 баптистов конвенции (2007). Таким образом 7 церквей конвенции не входят в Южную баптистскую конвенцию.
Генеральная конвенция баптистов Техаса входит в Всемирный союз баптистов, в отличие от Южной баптистской конвенции.

## Вероучение
Генеральная конвенция признаёт документ «Баптистская вера и миссия», в редакции 1963 года, своим символом веры. Конвенция не признала документ «Баптистская вера и миссия» в редакции 2000 года из-за несогласия с изменениями.

### Баптистская вера и миссия 1963 года
Наиболее важные пункты документа (курсивом выделены основные отличия от редакции 2000 года):
- Вероучение основывается исключительно на Библии. Библия была написана людьми, вдохновленными Богом, и через неё Бог открыл себя людям. Главный критерий, по которому следует интерпретировать Библию, это слова Иисуса Христа.
- Существует только один истинный Бог.
- Иисус Христос своей заместительной смертью на кресте обеспечил человеку возможность искупления грехов.
- Спасение включает полное искупление человека и предлагается как дар каждому, кто принимает Иисуса Христа как Господа и Спасителя.
- В момент покаяния, человек становится вновь рождённым духовно, и уже не может произвольно грешить. Также он наделяется способностью возрастать морально и духовно до состояния зрелости.
- Однажды став истинным христианином, человек не может потерять Спасение. Впав в грех, христианин наказывается Богом, вплоть до смерти, но всё равно остаётся спасённым через веру.
- Поместная церковь независима от других организаций и подчиняется только Христу. Она состоит из крещённых верующих и действует согласно демократическим принципам. Служителями церкви являются пасторы и дьяконы.
- Крещение по вере является предварительным условием для членства в церкви и для участия в Вечере Господней.
- Миссионерство является важнейшей задачей в деятельности конвенции. Все поместные церкви должны вносить свой вклад в дело миссионерства.
- Для осуществления полной программы духовного роста христиан необходима адекватная система христианского образования.
- Христиане должны служить Богу и ближним своими духовными дарами и материально. Провозглашается доброхотность материального служения пропорционально своим доходам (отсутствует правило десятины).
- Христиане должны противостоять расизму, любой форме алчности, эгоизма и зла, противостоять всем формам сексуальной аморальности, включая прелюбодеяние, гомосексуализм и порнографию. Подчёркивается аморальность аборта.
- Бог благословил для брака и интимной жизни только одного мужчину и одну женщину. Гомосексуализм не благословлён Богом и не является альтернативным способом жизни. Бог создал мужчину и женщину как венец своего творения. Таким образом дарованный Богом пол — часть ценности Божьего творения.
- Поместные церкви должны, при необходимости, объединяться в организации для осуществления миссионерских, образовательных и благотворительных служений. Такие организации не имеют власти друг над другом или над церквями.
- Отделение церкви от государства. Ни церковь, ни государство не должны вмешиваться в дела друг друга.
- Священство всех верующих. Все верующие имеют такое же право, как и рукоположённые служители, на толкование Библии и проповедование Христа.
- Каждый человек лично отвечает за свои поступки перед Богом и не может перекладывать ответственность на другого человека.
- В редакции 1963 года нет явного запрета на рукоположение женщин в пасторы.

## История
Первая баптистская поместная церковь в Техасе была основана в 1834 году.
После обретения Техасом независимости значительно возросло количество баптистских церквей и в 1840 году была основана первая организация церквей — Объединённая баптистская ассоциация.
В 1848 году представителями четырёх баптистских ассоциаций была основана организация уровня штата — Баптистская конвенция штата Техас. В 1853 году была основана другая организация уровня штата — Баптистская генеральная ассоциация Техаса.
В 1877 и в 1879 годах были основаны региональные организации баптистских церквей — Восточно-техасская баптистская конвенция и Северо-техасская баптистская миссионерская конвенция. В 1883 году эти организации присоединились к Баптистской конвенции штата Техас.
В 1886 году Баптистская конвенция штата Техас и Баптистская генеральная ассоциация Техаса объединились, основав Генеральную конвенцию баптистов Техаса.
В 1998 году часть консервативных поместных церквей вышла из генеральной конвенции и организовала Конвенцию южных баптистов Техаса.

## Религиозные обряды
Южные баптисты используют только два обряда: крещение по вере и Вечеря Господня. Южные баптисты считают, что обряды не обеспечивают спасение сами по себе.

## Богослужения
В большинстве поместных церквей южных баптистов наблюдается простая форма богослужения, с минимумом формальностей, литургия не используется. Богослужения обычно включают: гимны, молитва, хоровая музыка (исполняет хор, солист, или дуэт), чтение Библии, сбор добровольных пожертвований, проповедь и приглашение после проповеди. В последнее время много церквей включают в богослужение различные музыкальные инструменты и современные музыкальные стили. Люди могут отвечать на приглашение после проповеди заявлениями: о принятии Иисуса Христа своим Господом и Спасителем; о вступлении в какое-либо служение церкви; о желании вступить в члены Церкви; другими общественными объявлениями.

## Ежегодные собрания
Ежегодно проходит собрание (англ. Annual Meeting) представителей поместных церквей. Представители церквей принимают решения относительно программы и политики Конвенции, получают информацию от представителей миссий и служений, поддерживают и вдохновляют друг друга на продолжение совместной работы в штате и в мире. Ежегодное собрание включает в себя богослужения, проповеди, обмен информацией и тренинги.
В 2009 году ежегодное собрание проходило 16-17 ноября в Хьюстоне.

## Региональные ассоциации
В Генеральную конвенцию баптистов Техаса входят 107 региональных ассоциаций.
Многие поместные церкви входят в региональные баптистские ассоциации, организованные обычно в рамках территории определённого округа штата.
Главной целью ассоциации является организация благовествования и основание новых церквей. Ассоциации не имеют власти над поместными церквями, однако они могут ставить свои условия для продолжения сотрудничества с каждой отдельной церковью. Ассоциация может исключить поместную церковь в случае, если действия церкви крайне противоречат общепринятым правилам ассоциации. Например церковь может быть исключена за рукоположение женщин в пасторы или благословение однополых союзов.
Как правило конференции ассоциации проводятся ежегодно. В каждой ассоциации свои правила относительно того, сколько делегатов от каждой церкви должны присутствовать на конференции. Как правило большие церкви имеют большую квоту.

### Ассоциация объединённых баптистов (Хьюстон)
Ассоциация объединённых баптистов (Хьюстон) (англ. Union Baptist Association) объединяет 362601 баптистов, 338 церквей и 114 миссий в округах Харрис и Либерти (2021).
Крупнейшие церкви:
- Вторая Баптистская церковь (Хьюстон) (англ. Second Baptist Church Houston)[8]

### Ассоциация баптистов Далласа
Ассоциация баптистов Далласа (англ. Dallas Baptist Association) объединяет около 500 поместных церквей округов Даллас и Рокуолл.